# Elecciones presidenciales de Somalilandia de 2003
Las elecciones presidenciales de Somalilandia de 2003 tuvieron lugar el 14 de abril del mencionado año con el objetivo de elegir al presidente de la República por el período 2003-2008. Se trató de las primeras elecciones presidenciales directas bajo sufragio universal después de que se concretara el proceso de transición democrática iniciado bajo el mandato de Ibrahim Egal (fallecido en mayo de 2002) y continuado por su sucesor Dahir Riyale Kahin. El objetivo de los comicios era convertir al país de una sociedad tradicional basada en clanes en una democracia representativa multipartidista, con la expectativa de que esto condujera a que Somalilandia (un Estado no reconocido considerado por la comunidad internacional como parte de Somalia) obtuviera reconocimiento internacional.
De conformidad con la constitución aprobada en referéndum en 2001, se estableció un sistema constitucionalmente limitado a tres partidos políticos, según el cual las asociaciones políticas competirían en una votación cada diez años y las tres más votadas obtendrían una licencia como «partidos nacionales» para postular candidatos presidenciales. Las elecciones municipales de diciembre de 2002 se emplearon para tal fin, surgiendo el Partido Democrático de los Pueblos Unidos (UDUB), Partido Paz, Unidad y Desarrollo (Kulmiye) y el Partido Justicia y Bienestar (UCID) como las tres fuerzas políticas habilitadas para competir. El presidente en ejercicio desde la muerte de Egal, Dahir Riyale Kahin, se presentó a para un mandato completo como candidato de UDUB, siendo su principal retador Ahmed Mohamed Mahamoud Silanyo, candidato de Kulmiye. El candidato de UCID fue su líder Faysal Ali Warabe, cuyos apoyos territoriales eran más débiles. Las plataformas de los partidos fueron bastante similares, abocadas a lograr el reconocimiento internacional e impulsar el crecimiento económico, y estuvieron mayormente dominadas por la personalidad de los candidatos. La campaña se consideró tensa y polarizada entre Kahin y Silanyo, con retóricas encendidas por parte de ambos contendientes y denuncias de uso de recursos del Estado por parte de UDUB.
Los comicios fueron extremadamente ajustados y resultaron en una victoria de Kahin con un 42,08% de los votos, imponiéndose por un margen de tan solo 80 votos exactos sobre Silanyo, que obtuvo el 42,07%, mientras que Warabe se ubicó tercero con un 15,85% de los votos. Silanyo no reconoció la derrota, denunciando la anulación indebida de una urna en la región favorable a Kulmiye de Balle Alanle. Se produjeron algunas protestas aisladas y hubo informes de violencia contra los partidarios de Kulmiye, lo que provocó una prohibición por diez días de las reuniones públicas a partir del 22 de abril. El 11 de mayo, el Tribunal Supremo emitió un fallo por el que se negó a abrir la urna anulada y ratificó la victoria de Kahin. Kahin tomó posesión como presidente de la República de Somalilandia el 16 de mayo, el primero directamente electo en la historia del país, aunque Silanyo y Warabe boicotearon la ceremonia. No obstante, el 8 de junio, Silanyo rechazó un llamado de sus partidarios para formar un gobierno paralelo, reconoció la victoria de Kahin y anunció que acataría el fallo del Tribunal, declarando la necesidad de garantizar el éxito de la transición democrática.
El International Crisis Group calificó las elecciones como un «hito democrático» para el Estado no reconocido. A pesar de lo ajustado del resultado y críticas puntuales al proceso, los observadores internacionales consideraron que los comicios fueron razonablemente libres y justos, lo suficiente para que su resultado se considerara creíble.

## Antecedentes

### Contexto histórico

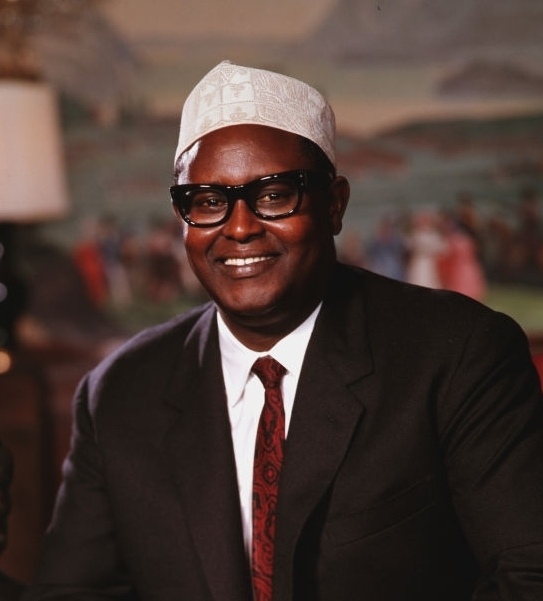
El gobierno del presidente Ibrahim Egal inició la transición democrática, pero este falleció en mayo de 2002 antes de completarla.

Somalilandia (colonia británica habitada principalmente por el clan somalí Isaaq) obtuvo su independencia del Reino Unido el 26 de junio de 1960, bajo el gobierno de Ibrahim Egal. Tan solo unos días más tarde, el 1 de julio, se fusionó con el Territorio en Fideicomiso de Somalia bajo administración italiana (ubicado al sur) para fundar la República Somalí. A pesar del apoyo inicial a la unión, el nuevo Estado somalí unificado estaba económica y políticamente dominado por el sur más poblado, lo que marginó al norte. Aunque el 60% de los somalilandeses rechazó la constitución aprobada en referéndum en 1961, la mayoría sureña provocó su aprobación. En 1969, un golpe de Estado llevó al poder a Mohamed Siad Barre, que instaló una dictadura totalitaria en torno a su persona e implantó un régimen socialista, la República Democrática de Somalia. Bajo la dictadura de Barre se cometieron abusos generalizados contra los derechos humanos, que se intensificaron tras la derrota bélica ante Etiopía en la Guerra de Ogadén en 1978, en un intento de anexar la región etíope de mayoría somalí para construir la «Gran Somalia». Frente al acuciamiento de la represión, el régimen de Barre comenzó a enfrentar la insurgencia de diversos grupos rebeldes, incluyendo el Movimiento Nacional Somalí, que cobró fuerza en el norte y lanzó una guerra de guerrillas. Esto desató una respuesta represiva por parte del Estado somalí que desembocó en una campaña genocida entre 1987 y 1989. En 1990, ante el evidente colapso del régimen de Barre, la posición secesionista (que aspiraba a restablecer la independencia en Somalilandia) cobró fuerza. Tras un proceso de paz prolongado, se declaró la «República de Somalilandia» como Estado independiente el 8 de junio de 1991, proclamándose Estado sucesor de la «Somalilandia británica».
Durante su primera década de independencia, Somalilandia operó bajo un sistema tradicionalista basado en los clanes locales, que constituyeron un Consejo de Ancianos a cargo de escoger a las autoridades nacionales. Tuvo un breve gobierno interino liderado por dirigentes del SNM (con Abdurahman Ahmed Ali Tur como presidente) antes de la elección de Ibrahim Egal (el único primer ministro durante el breve período de independencia y primer ministro de Somalia derrocado por el golpe de Barre) en 1993. Egal fue reelegido con facilidad en 1997, igualmente por medio del Consejo de Ancianos. El principal problema que debió enfrentar Egal, a pesar del éxito en la pacificación interna y la constitución de un Estado relativamente estable, fue la falta total de reconocimiento internacional. La declaración de independencia no fue reconocida por ningún Estado miembro de las Naciones Unidas, si bien la antigua potencia colonial del territorio, el Reino Unido, mostró disposición de acercarse e interactuó favorablemente con las instituciones somalilandesas. Se logró establecer un cierto comercio bilateral para estabilizar la economía. Durante todo el mandato de Egal su posición independentista fue cuestionada por sus rivales políticos, que consideraron que habría estado inclinado a buscar una eventual reunificación con Somalia una vez que el sur se estabilizara. Egal negó reiteradamente esta idea en público. El objetivo final de la mayoría de las conferencias que resultaron en la independencia había sido siempre que Somalilandia transicionara eventualmente a una democracia representativa como forma de gobierno, bajo la idea de que solo la democracia otorgaría legitimidad al Estado somalilandés y existiendo la expectativa de que una democratización exitosa serviría para atraer reconocimiento internacional.
A finales de la década de 1990, durante el segundo mandato de Egal, los crecientes esfuerzos para establecer un gobierno central en Somalia (que resultaron en el establecimiento del Gobierno Nacional de Transición de Somalia en el año 2000) alentaron a Somalilandia a acelerar la reforma política. El gobierno de Egal presentó un proyecto de constitución que establecía a Somalilandia como un Estado soberano, democrático y presidencialista, con el Islam como religión oficial y elecciones multipartidistas periódicas. Miles de copias del proyecto fueron distribuidas por todo el país por el gobierno de Egal y el mismo fue sometido a referéndum el 31 de mayo de 2001, siendo aprobado con el 97,10% de los votos y una participación del 99,92% del electorado registrado. No se había realizado ningún censo y los ancianos de la comunidad definieron quién era elegible como votante, mientras que la región de Sool, en disputa con la vecina Puntlandia, no pudo votar. El referéndum no fue reconocido por el Gobierno Nacional de Transición ni por Puntlandia, que lo declararon ilegal. El establecimiento del multipartidismo resultó en la fundación del Partido Democrático de los Pueblos Unidos (UDUB) como partido oficialista del país en julio de 2001. El 3 de mayo de 2002, mientras se organizaba la convocatoria a elecciones municipales, Egal falleció. Fue sucedido pacificamente por su vicepresidente Dahir Riyale Kahin. La transición constitucional exitosa fue vista como un éxito para el país debido a que Kahin no era de origen Isaaq, como la mayoría de los habitantes de Somalilandia, sino que pertenecía al clan Gadabuursi.

### Elecciones municipales de 2002

Partido más votado por región en las elecciones municipales de 2002, en las que se definió también a los «partidos nacionales» para el período 2002-2012.

Siguiendo los lineamientos de la nueva constitución, se buscó constituir un sistema multipartidista competitivo que evitara la proliferación de partidos basados en intereses regionales, tribales o de clanes. Para este fin, se resolvió prohibir constitucionalmente la existencia de partidos con esa finalidad y a su vez implementar el modelo de «asociaciones políticas» y «partidos nacionales». Bajo este fin, las asociaciones políticas debían competir en una votación cada diez años, que tendría lugar durante las elecciones municipales. Las tres asociaciones políticas más votadas accederían al rango de partidos nacionales, lo que los autorizaría a presentar candidaturas presidenciales y parlamentarias. La licencia de los partidos nacionales duraría una década. Se establecieron seis asociaciones políticas para competir: el Partido Democrático de los Pueblos Unidos (UDUB), partido gobernante del país, el Partido Paz, Unidad y Desarrollo (Kulmiye), el Partido Justicia y Bienestar (UCID), la Alianza por la Democracia Islámica de Somalilandia (Sahan), Campiones por la Paz y la Prosperidad (Hormood) y la Alianza por la Salvación y la Democracia (ASAD). Los comicios municipales se fijaron para el 15 de diciembre y en ellos se eligió a los veintitrés concejos distirtales (379 concejales), los cuales elegirían a los alcaldes. Una organización política tenía que lograr el 20% de los votos en al menos cuatro de las seis regiones de Somalilandia para convertirse en un partido nacional.
Las elecciones municipales se consideraron en gran medida un éxito, a pesar de algunos problemas. Las autoridades de Puntlandia, una región autónoma de Somalia que disputaba algunos límites territoriales con Somalilandia, amenazaron la elección. Debido a preocupaciones de seguridad, 74 de los 800 centros de votación fueron cerrados en el oriente de Sanaag y Sool. La mayoría de los problemas en las elecciones podrían atribuirse a la recién fundada Comisión Electoral de Somalilandia (SEC), más que a preocupaciones de seguridad. Aunque hubo informes de votación doble y manipulación de urnas y hubo problemas debido a una población votante poco educada y en su mayoría analfabeta, los observadores internacionales de Dinamarca, Suecia, Kenia, Sudáfrica y el Reino Unido confirmaron que las elecciones se llevaron a cabo bien y fueron exitosas, destacando la alta participación de votantes femeninas y la organización de los funcionarios electorales.
Tal y como se esperaba, el partido UDUB obtuvo la mayor cantidad de votos con un 40,76% sobre el 18,90% obtenido por Kulmiye y un 11,24% obtenido por UCID. Sin embargo, el cuarto partido más votado, Sahan (con un 10,89% de los votos), cumplió con el requisito de superar el 20% de los votos en al menos cuatro regiones, mientras que UCID (a pesar de obtener una mayor cantidad de votos) no lo logró. En última instancia se decidió que el hecho de que la UCID obtuviera una mayor cantidad de votos lo calificaba para convertirse en el tercer partido nacional, una decisión que provocó controversia. A pesar de ser visto como el «partido del régimen», UDUB no se benefició demasiado de su control del Estado y su victoria se debió a la fuerte concentración de sus votos en la región de Awdal, la única en la que superó el 50% de los votos. A los concejales de las asociaciones que se ubicaron del cuarto lugar para abajo (las cuales dejaron de existir) se les exigió posteriormente que se afiliaran a uno de los partidos nacionales recién establecidos: UDUB, Kulmiye o UCID.

### Convocatoria y preparativos
Tras la realización exitosa de las municipales, comenzó a prepararse la convocatoria para las primeras elecciones presidenciales directas en la historia del país. Con base a la experiencia previa en las elecciones municipio, el número de centros de votación aumentó de 800 a 900 para las elecciones presidenciales. La Comisión Electoral de Somalilandia (SEC) mejoró y aumentó la capacitación del personal y los agentes de los partidos y asignó a funcionarios electorales de forma cruzada para garantizar que los funcionarios electorales no presidieran sus propias comunidades, donde podrían verse influenciados por sus clanes. Dado que una buena parte de la población todavía era nómada y analfabeta, la educación de los votantes era crucial. La SEC organizó grupos de personas que viajaban con altavoces montados en automóviles para informar a la gente sobre las próximas elecciones y los procedimientos de votación. El día de las elecciones, los lugares de votación tenían carteles con información escrita e ilustrativa sobre los candidatos y el protocolo para los votantes.
El gobierno del Reino Unido había sido más propenso que otras potencias extranjeras a tratar sutilmente a Somalilandia como un estado independiente desde su proclamación en 1991. Sin embargo, temiendo que la prestación de una mayor ayuda en la organización de la elección presidencial fuera interpretada como un apoyo al reconocimiento internacional del país como Estado soberano, la Comisión Europea no ayudó a la CES como lo había hecho en las elecciones municipales.

## Sistema electoral
Las elecciones se realizaron bajo el texto constitucional aprobado en 2001 y la Ley Electoral aprobada el mismo año. Bajo las disposiciones vigentes, el presidente de la República de Somalilandia, jefe de Estado y jefe de Gobierno, era elegido por voto popular y directo en fórmula única junto a su vicepresidente por simple mayoría de votos para un mandato de cinco años, con posibilidad de una sola reelección. Los candidatos a la presidencia y a la vicepresidencia deben cumplir con los lineamientos del artículo 82 de la constitución de Somalilandia, entre ellos ser ciudadano somalilandés por nacimiento, no tener ninguna ciudadanía o residencia extranjera fuera de la excepción de residir como refugiado en otro país, ser musulmán y comportarse de acuerdo con la religión islámica y tener al menos cuarenta años de edad.
 Los candidatos presidenciales deben ser miembros de un partido político registrado y haber alcanzado un nivel educativo mínimo.

## Candidatos

### Partido Democrático de los Pueblos Unidos
|                                                                            |                                                                      |
| Dahir Riyale Kahin                                                         | Ahmed Yusuf Yasin                                                    |
| para presidente                                                            | para vicepresidente                                                  |
| [[File:Dahir Riyale Kahin 2010.jpg\|300px\|alt={{{Alt\|{{{descripción}}}]] | [[File:Ahmed_Yusuf_Yasin.jpg\|300px\|alt={{{Alt\|{{{descripción}}}]] |
| Presidente de la República (2002-2003)                                     | Vicepresidente de la República (2002-2003)                           |

### Partido Paz, Unidad y Desarrollo Kulmiye
| | |
| Ahmed Silanyo                                                                                                 | Abdirahman Saylici |
| para presidente                                                                                               | para vicepresidente |
| [[File:The_President_of_Somaliland_Ahmed_Mohamed_Mohamoud_Silanyo.jpg\|300px\|alt={{{Alt\|{{{descripción}}}]] | [[File:Abdirahman_Abdallahi_Ismail_Saylici,_Vice_President_of_Somaliland_(6409719759).jpg\|460px\|alt={{{Alt\|{{{descripción}}}]] |
| Ministro de Finanzas (1997-1999)                                                                              | Director de Borama Construction Company (BCC)                                                                                     |

### Partido Justicia y Bienestar
|                                                                                |                                                            |
| Faysal Ali Warabe                                                              | Mohammad Rashid                                            |
| para presidente                                                                | para vicepresidente                                        |
| [[File:Faisal_Ali_Warabe_(cropped).jpg\|300px\|alt={{{Alt\|{{{descripción}}}]] | [[File:Noimage.png\|460px\|alt={{{Alt\|{{{descripción}}}]] |
| Director Regional de Somalia                                                   |                                                            |

## Campaña
Todos los candidatos compartían plataformas de campaña similares. En primer lugar, la independencia y el reconocimiento internacional de Somalilandia. El resto de la plataforma prometía crecimiento económico, paz y estabilidad. El lema de campaña de la UDUB lo simplificó a «paz y leche». La propaganda de la campaña de la UDUB equiparaba a la UDUB con la paz, la continuidad y la estabilidad y a Kulmiye con la guerra. La UDUB, a pesar de su posición en el poder y su estabilidad, fue descrita por Kulmiye como un remanente del antiguo gobierno de Siad Barre en Somalia. La propaganda de Kulmiye equiparaba a Kulmiye con la liberación y el cambio y a la UDUB con la opresión. También prometían una administración «más limpia y eficiente» y una mayor participación de las mujeres.
La UDUB, debido a su posición en el poder, era el partido de gobierno y se beneficiaba de los recursos gubernamentales, a veces de una forma que la oposición denunció como injusta. La UDUB utilizó fondos y activos públicos, incluido el uso de personal ministerial, la radio del gobierno y vehículos gubernamentales para conseguir votos en las zonas donde la UDUB era dominante. Los tres partidos repartieron dinero en efectivo para comprar votos. Pero como los sobornos pasaban por los ministerios, casi nunca llegaban a los votantes, por lo que es muy poco probable que esto influyera en las elecciones.

## Jornada electoral
El 14 de abril de 2003 se celebraron las elecciones, tal como estaba previsto. La participación electoral fue menor de lo esperado y sólo aumentó un 10% con respecto a las elecciones distritales. Según se informó, la votación se desarrolló de forma ordenada y pacífica. La votación se consideró un éxito y los observadores internacionales confirmaron que fueron libres y justas, a pesar de algunos de los problemas previsibles de una primera elección presidencial. Aunque los problemas derivados de las elecciones de distrito, como el analfabetismo, el fraude electoral y el doble voto, seguían presentes, se establecieron más controles. Algunos de los controles pueden ser responsables de la menor participación electoral en algunas regiones. Observadores internacionales de países como Estados Unidos, Canadá, Suecia, el Reino Unido, Etiopía y Sudáfrica concurrieron a observar las elecciones, principalmente como miembros de ONGs. Los observadores dieron informes favorables, pero notaron algunas variaciones en la gestión de diferentes centros de votación y una falta de aplicación de restricciones a la edad de los votantes. En las mismas regiones (el este de Saang y Sool) y por las mismas razones que en las elecciones distritales, se cerraron 118 centros de votación. El problema electoral más importante se produjo en la región de Sool, donde un conflicto provocó la muerte de un funcionario electoral. A pesar de estos incidentes, las elecciones fueron descritas por los observadores como «uno de los ejercicios democráticos más libres y transparentes jamás celebrados en el Cuerno de África».

## Resultados

### Nivel general
El 18 de abril de 2002, la SEC anunció que los resultados se anunciarían al día siguiente. El ánimo general tanto entre sectores oficialistas como opositores indicaba que Kulmiye había ganado las elecciones. Silanyo incluso declaró la victoria y el Somaliland Times informó que había ganado. El 19 de abril, la SEC anunció que la UDUB había ganado por sólo 80 votos. Esto desató pequeñas protestas en zonas que eran bastiones de Kulmiye y el gobierno declaró el estado de emergencia. La organización de derechos humanos African Rights escribió un informe que criticaba duramente la reacción del gobierno y la intimidación y violencia policial utilizadas contra los partidarios de Kulmiye. Mientras los activistas del partido y la élite política estaban agitados, el público en general permaneció tranquilo. Cuatro días después, Kulmiye impugnó el resultado y su queja fue llevada al Tribunal Supremo.
|  | 42.08 % |

|  | 42.07 % |

|  | 15.85 % |

|  | 97.98 % |

|  | 2.02 % |

|  | 100.00 % |

### Resultados por región
| Distrito | Kahin/Yasin (UDUB) | Kahin/Yasin (UDUB) | Silanyo/Saylici (Kulmiye) | Silanyo/Saylici (Kulmiye) | Warabe/Rashid (UCID) | Warabe/Rashid (UCID) | Válidos | Válidos | Nulos  | Nulos |
| Distrito | Votos              | %                  | Votos                     | %                         | Votos                | %                    | Válidos | Válidos | Nulos  | Nulos |
| -------- | ------------------ | ------------------ | ------------------------- | ------------------------- | -------------------- | -------------------- | ------- | ------- | ------ | ----- |
| Awdal    | 43 347             | 65,75%             | 16 607                    | 25,19%                    | 5 976                | 9,06%                | 65 930  | 96,39%  | 2 466  | 3,61% |
| Hargeisa | 79 328             | 37,98%             | 81 585                    | 39,06%                    | 47 951               | 22,96%               | 208 864 | 97,62%  | 5 092  | 2,38% |
| Saaxil   | 17 554             | 57,48%             | 10 271                    | 33,63%                    | 2 712                | 8,89%                | 30 537  | 98,10%  | 591    | 1,90% |
| Sanaag   | 23 359             | 40,32%             | 27 830                    | 48,03%                    | 6 749                | 11,65%               | 57 938  | 98,57%  | 843    | 1,43% |
| Sool     | 3 715              | 38,29%             | 5 524                     | 56,94%                    | 463                  | 4,77%                | 9 702   | 99,15%  | 83     | 0,85% |
| Togdheer | 38 105             | 33,12%             | 63 506                    | 55,19%                    | 13 453               | 11,69%               | 115 064 | 99,15%  | 982    | 0,85% |
| Otros    | 187                | 36,81%             | 192                       | 37,80%                    | 129                  | 25,39%               | 508     | 92,87%  | 39     | 7,13% |
| Total    | 205 595            | 42,08%             | 205 515                   | 42,07%                    | 77 433               | 15,85%               | 488 543 | 97,98%  | 10 096 | 2,02% |

## Consecuencias
Anticipándose a la denuncia de Kulmiye ante el Tribunal Supremo, la UDUB alegó que la SEC había anulado indebidamente las papeletas a pesar de haber estado de acuerdo inicialmente con la decisión de la SEC de descalificar las papeletas por motivos de procedimiento. La SEC calificó la denuncia de la UDUB de "infundada". Por otra parte, Kulmiye, aunque en un primer momento alegó un error de tabulación por parte de la SEC, en su lugar alegó que una urna específica de Balle Alanle (considerada un bastión del partido) había sido omitida indebidamente del recuento de votos. La urna había sido manipulada incorrectamente después de un incidente de seguridad en el que los partidarios de la UDUB intentaron manipular la votación. La urna había sido llevada a Burao y la SEC no había podido localizarla hasta después del anuncio de los resultados preliminares. La SEC dejó en manos del tribunal la decisión sobre la validez de los votos en la urna. La urna contenía unos 700 votos, la mayoría de los cuales se podía suponer que eran votos para Silanyo. El Tribunal Supremo se negó a abrir la urna y anunció el 11 de mayo que Kahin había ganado por un margen de 214 votos en lugar de 80. No se dio ninguna otra explicación
El presidente de Kulmiye recursó al Tribunal debido al cambio en el resultado y la falta de explicación. Kulmiye afirmó que el tribunal era incompetente, una queja común sobre el poder judicial de Somalilandia, y carecía de imparcialidad. Kulmiye se negó a reconocer a la UDUB y los funcionarios de Kulmiye y UCID no estuvieron presentes en la toma de posesión de Kahin el 16 de mayo. Silyano hizo un llamamiento a sus partidarios para que mantuvieran la calma, pero a pesar de los informes de cierta intimidación y maltrato a los partidarios de Kulmiye, la mayoría del público se mostró en gran medida indiferente e impasible. No hubo manifestaciones ni protestas multitudinarias. El público consideró en gran medida que los problemas posteriores a las elecciones eran un asunto de los políticos. A pesar de la insistencia de sus partidarios, Silyano se negó a formar un gobierno paraleloy, el 8 de junio de 2003, Kulmiye reconoció la victoria de Kahin  y acató la decisión de los tribunales «a pesar de las fuertes quejas por las condiciones injustas de las elecciones», garantizando así el éxito de las primeras elecciones presidenciales democráticas en Somalilandia.
Los dramáticos acontecimientos de las elecciones presidenciales hicieron que las elecciones parlamentarias de 2005 fueran aún más importantes. Hasta las elecciones parlamentarias de 2005, el gobierno de la UDUB funcionaría de facto como un estado de partido único.